# Jacques van Maerlant

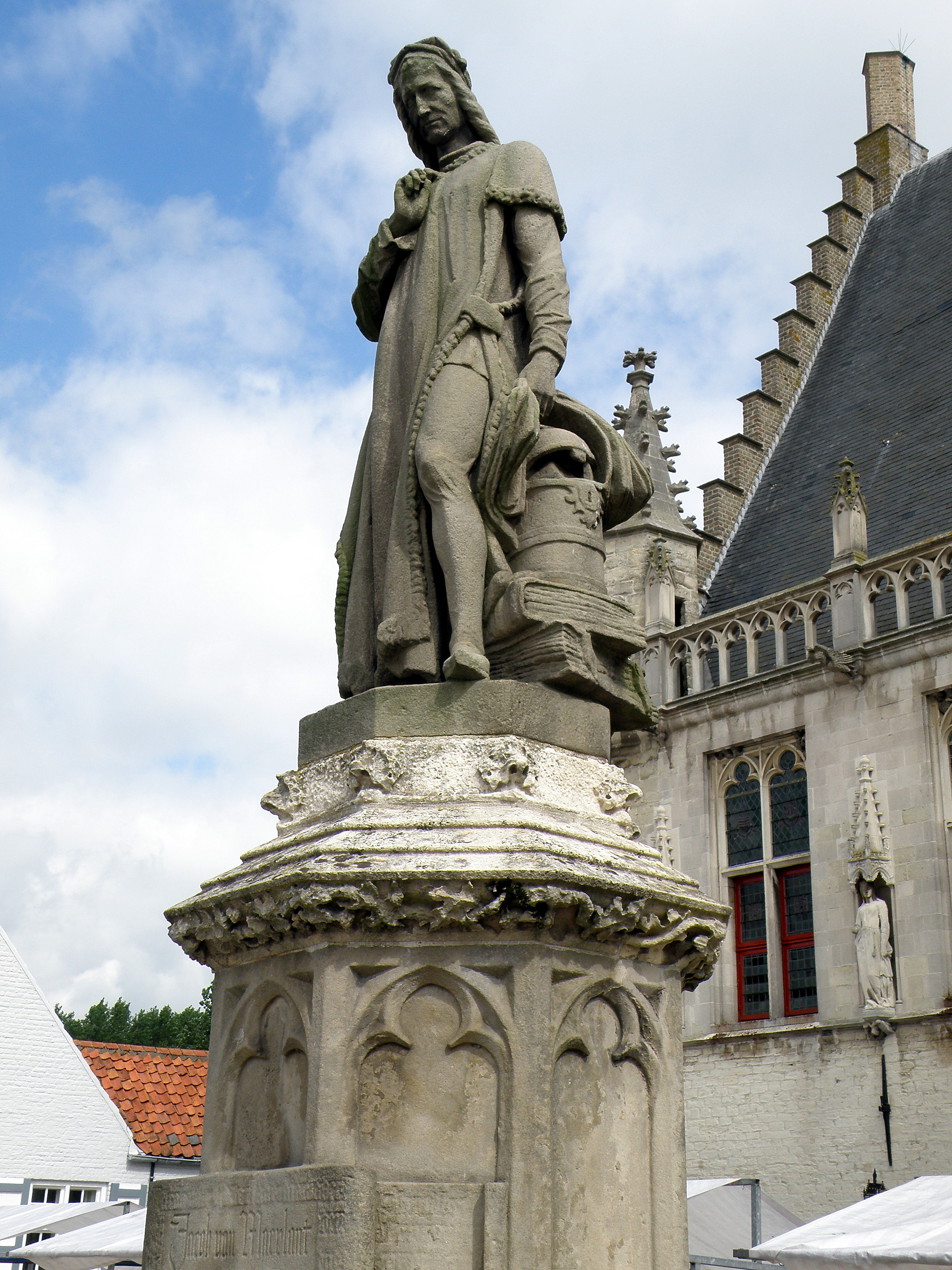
Statue de Jacques van Maerlant à Damme

Jacques van Maerlant, en néerlandais Jacob van Maerlant, (entre 1230 et 1240 à Bruges - entre 1288 et 1300 à Damme) est un écrivain flamand d'expression moyen-néerlandaise, considéré comme l'un des pères de la littérature néerlandaise. Il est l'un des auteurs néerlandais les plus prolifiques du Moyen Âge
(avec 230 000 vers), et dont les principales œuvres sont des adaptations du français et du latin.

## Biographie
On ne connait pas vraiment la date et le lieu de sa naissance, mais on pense qu'il est né dans les environs de Bruges, plus précisément dans la châtellenie du Franc de Bruges, aux alentours de 1230. Il reçoit une éducation solide et finit[pas clair] sa première grande œuvre, l’Alexanders geesten, adaptée de la chanson de geste Alexandreis de Gautier de Châtillon.

## Œuvres
- Alexanders geesten
- Lapidarijs

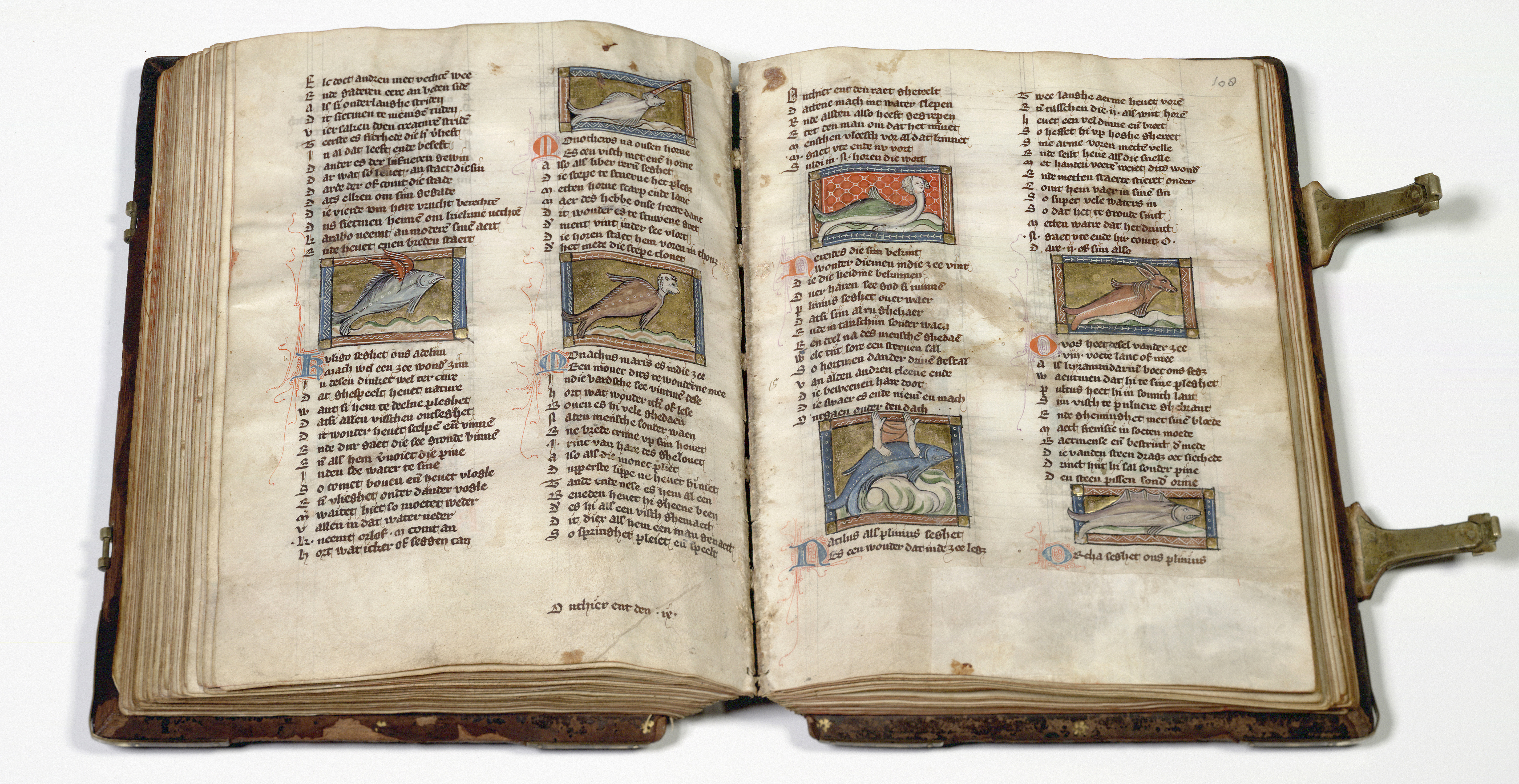
Du charme de la nature (Der naturen bloeme), KB KA 16

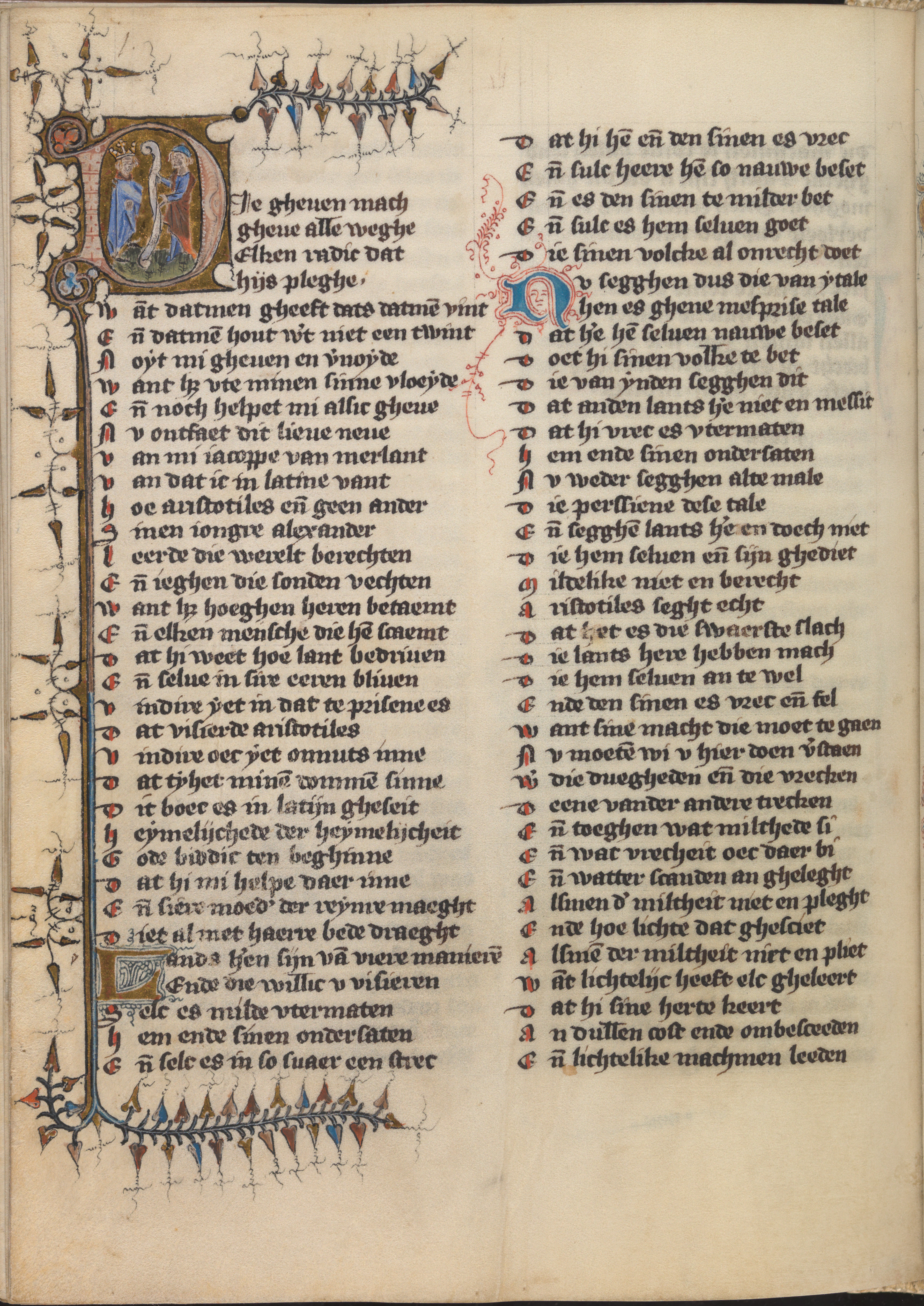
Debut de Die Heimelicheit der heimelicheden - KB 76 E 5, folium 061v

- La Vie de sainte Claire (Leven van Sinte Clara)
- Merlins boec
- Rijmbijbel
- La Vie de saint François (Sinte Franciscus leven)
- Sompniariis
- Spiegel historiael, en cinq tomes (1300-1325)
- Wapene Martijn
- Torec (ca. 1255-1265)
- Histoire de Troie (Historie van Troyen) (c. 1264)
- Du charme de la nature (Der naturen bloeme (nl)) (c. 1266)
- Heimelykheid der heimelykheden (c. 1250)